# Indira Point
Indira Point is een dorp in het district Nicobaren op Andamanen en Nicobaren, een van de Indiase unieterritoria. De plaats ligt op het eiland Groot-Nicobar.
De zuidelijke kustlijn van de plaats is het meest zuidelijke punt van de Nicobaren en van heel India. 200 km naar het zuidoosten bevindt zich de noordtip van het Indonesische eiland Sumatra (provincie Atjeh).
Een vuurtoren op de heuvels boven de kust werd in gebruik genomen op 30 april 1972. De plaats draagt zijn huidige naam sinds een officiële naamswijziging van 10 oktober 1985.  Met de naam wordt de voormalige Indiase premier Indira Gandhi geëerd. Deze bezocht het dorp en de vuurtoren op 19 februari 1984 ter gelegenheid van welk bezoek de nakende naamswijziging werd aangekondigd. Daarvoor was het dorp gekend als Pygmalion Point en Parsons Point.
Indira Point bevindt zich zo'n 500 kilometer ten noorden van het epicentrum van de zeebeving in de Indische Oceaan van 26 december 2004. Het gebied verzakte 4,25 m na de aardbeving, en de plaats werd zwaar getroffen door de hierop volgende tsunami. Twintig families die dicht bij de vuurtoren woonden en vier wetenschappers die er de lederschildpadden bestudeerden kwamen om het leven.

## Demografie
Volgens de Indiase volkstelling van 2011 wonen er 27 mensen in Indira Point.